# Oldřich Švestka
Oldřich Švestka (* 24. März 1922 in Pozorka; † 8. Juni 1983 in Prag) war ein tschechoslowakischer Journalist, kommunistischer Politiker und hoher Funktionär der kommunistischen Partei KSČ. Er ist einer der bekanntesten Befürworter der Niederschlagung des Prager Frühlings.
Von 1945 bis 1958 war er Redakteur und von 1958 bis 1968 sowie von 1975 bis 1983 Chefredakteur der Parteizeitung Rudé právo, 1969 bis 1971 Chefredakteur der Parteizeitschrift Tribuna. Von 1971 bis 1983 war er auch Abgeordneter des Parlaments.
Von 1958 bis 1962 war er Kandidat und von 1962 bis 1983 Vollmitglied des Zentralkomitees der Partei sowie von April bis August 1968 auch Mitglied des Präsidiums des ZK. 1963 bis 1969 war er Mitglied der ideologischen Kommission der Partei.
Im Jahre 1968 gehörte er dem konservativen Flügel der KSČ an und gehörte zu denjenigen, die den sogenannten Einladungsbrief an die KPdSU unterzeichneten, in dem man eine sowjetische Einmischung forderte. Er unterstützte die Politik der sogenannten Normalisierung von konservativen, neostalinistischen Positionen ausgehend.